# Gertrudis
Gertrudis és un grup de rumba catalana de la Garriga. Al llarg de la seva carrera musical ha compartit escenari amb artistes com Kiko Veneno, The Wailers o Gipsy Kings, entre d'altres.

## Història
Tres amics Xavi Ciurans (veu), Xavi Freire (veu i guitarres) i Edu Acedo (veu i violí) van començar el projecte musical quan encara anaven a l'institut. Amb tan sols 18 anys i sense metes ni objectius concrets van decidir dedicar-se de forma més intensiva al grup. Més endavant, el grup va créixer amb la incorporació de Denys Sanz (baix), Albert Rafart (bateria), Marc Mas (piano i teclats) i Pol Parera (percussió).
L'estil musical que va definir Gertrudis és la rumba catalana, tan festiva com reivindicativa, tot i que quan van començar no eren conscients que allò que tocaven ho era: creaven música de forma intuïtiva, amb influències del flamenc, txa-txa-txa, salsa, merengue i altres músiques populars. Amb el segon disc l'any 2005, titulat Gertrudis, el grup va encaminar el seu estil de forma més conscient cap al pop-rock tot i que encara se servien de la fusió musical i de ritmes com el reggae o la cúmbia. L'any 2007 va publicar Política de verbena, el seu tercer disc d'estudi i que compta amb les col·laboracions de Pau Donés, Los Manolos i Sabor de Gràcia. El 21 de novembre de 2008, Gertrudis i altres artistes com Lichis de La Cabra Mecánica, Gerard Quintana, Xavier Sarrià, Iñaki de Betagarri, Sicus de Sabor de Gràcia, Ai Ai Ai, Los Manolos, Peret Reyes de Papawa i Pablo Mora de Lagarto Amarillo, van celebrar un concert en honor a la rumba catalana a la sala Razzmatazz de Barcelona, un concert del qual en va sortir un CD+DVD amb el títol de 500.
L'any 2011 es va publicar Tripolar, el seu cinquè disc, després de 4 anys sense editar cançons noves. Compta amb les col·laboracions d'Oscar D'Aniello de Delafé y Las Flores Azules i Roger Mas. Per a presentar l'àlbum Gertrudis va fer una gira de sales de concert de petit format per a poder tenir més proximitat amb el públic. Després el grup va fer una aturada indefinida de 2 anys i mig, tot i realitzar alguna actuació esporàdica com una gira per l'Índia compartint escenari amb el Tricicle, Sol Picó i Gerard Quintana, la celebració de la diada de Sant Jordi al Casal Català de Berlín compartint escenari amb Lluis Llach i Toti Soler, una nit de rumba al Circo Price de Madrid, actuant amb Peret i Los Manolos, o el concert d'obertura a les festes de Donosti davant de més de 15.000 persones.
Amb la celebració dels 15 anys de la formació de Gertrudis el grup va fer una retrospectiva del camí recorregut i va crear el disc Quinze 15 XV, una compilació dels grans èxits del grup triats pels seus propis seguidors. L'any 2019 presentaren els videoclips de les cançons «Bon dia vida» i «Si tothom calla», amb base electrònica i la col·laboració de les cantants JazzWoman i Suu, com avançament del disc No em dona la gana publicat el mes de desembre.
El 15 de febrer de 2024, Gertrudis va comunicar la seva separació després de vint-i-cinc anys de trajectòria artística mitjançant un vídeo a les xarxes socials d'internet en què va anunciar una gira de comiat titulada «Ens veiem a les places», que culminarà amb un darrer concert el 23 de novembre de 2024 a la sala Razzmatazz.

## Discografia
- Teta (Mass Records, 2003)
- Gertrudis (Música Global, 2005)
- Política de verbena (Música Global, 2007)
- 500 (Mass Records/Música Global, 2009)
- Tripolar (Música Global, 2011)
- Quinze 15 XV (Música Global, 2015)
- Ara volo alt (Promo Arts Music, 2016)[13]
- No em dona la gana (Promo Arts Music, 2019)[14]
- Abans que s'acabi el món (Promo Arts Music, 2023)[15]